# Gaidropsarus insularum
Gaidropsarus insularum är en fiskart som beskrevs av Sivertsen, 1945. Gaidropsarus insularum ingår i släktet Gaidropsarus och familjen lakefiskar. Inga underarter finns listade i Catalogue of Life.